# Monte Orso
Il Monte Orso è una montagna dei monti Aurunci Antiappennino laziale, alta 1.1024,1 m s.l.m. , situata nel territorio del comune di Itri (LT) nel Lazio, all'interno del territorio del parco naturale dei Monti Aurunci.

## Descrizione
La vegetazione è presente prevalentemente sul versante nord ed è principalmente di tipo mediterraneo (lecceta). Il versante sud affacciante su San Martino, una località con oliveti è brullo ed assolato. Da citare la grotta di Fra Diavolo dove il noto bandito secondo la leggenda usava rifugiarsi per sfuggire all'esercito borbonico. A monte Orso si può arrivare da nord attraverso un sentiero che percorre la valle di Itri da Marciano, riassestato dall'ente parco, oppure da Piano Terruto, od ancora da un sentiero a mezzacosta dall'abitato di Itri.